# Leo Wiener
Leo Wiener (1862-1939) est un historien, linguiste, auteur et traducteur américain.

## Biographie
Wiener est né à Białystok (alors dans l'Empire russe), d'origine juive lituanienne, fils de Zalmen (Solomon) Wiener, et Frejda Rabinowicz. Il étudie à l'Université de Varsovie en 1880, puis à l'Université Friedrich Wilhelm de Berlin. Wiener déclare plus tard: "Ayant" pendant de nombreuses années été membre de l'Église unitarienne "et ayant" prêché l'amalgamation absolue avec l'environnement des Gentils ", [je]" ne me suis jamais allié à l'Église juive ou aux Juifs en tant que tels ".
Wiener quitte l'Europe avec le projet de fonder une commune végétarienne au Honduras britannique (aujourd'hui Belize). Il navigue sur un entrepont vers la Nouvelle-Orléans. A son arrivée, en 1880, il n'a pas d'argent. Après avoir voyagé et travaillé aux États-Unis, il part à Kansas City, Missouri, et devient chargé de cours au département de langues germaniques et romanes de l'Université du Kansas. Il est polyglotte et réputé pour bien parler trente langues.
Wiener publie des articles sur les éléments linguistiques yiddish en polonais, allemand, ukrainien et biélorusse. En 1898, Wiener se rend en Europe pour recueillir du matériel pour son livre L'histoire de la littérature yiddish au XIXe siècle (1899). Isaac Peretz l'encourage et Abraham Harkavy, bibliothécaire au musée asiatique de Saint-Pétersbourg, lui offre un millier de livres yiddish, qui forment la base de la collection yiddish de la bibliothèque de l'université Harvard. Après ce projet, l'intérêt de Wiener pour le yiddish décline.
À partir de 1896, Wiener donne des conférences sur les cultures slaves à l'Université Harvard et devient le premier professeur américain de littérature slave. Il compile une précieuse anthologie de la littérature russe et traduit 24 volumes des œuvres de Léon Tolstoï en anglais, une tâche qu'il accomplit en 24 mois. A Journey from St. Petersburg to Moscow.. de Alexandre Radichtchev.

## Famille
En 1893, Wiener épouse Bertha Kahn et sont les parents du mathématicien Norbert Wiener. Bien qu'il soit lui-même un prodige, il croit en l'éducation et se consacre à faire de son fils un génie. Norbert Wiener est diplômé de l'Ayer High School en 1906 à l'âge de 11 ans, puis entre au Tufts College. Il obtient un BA en mathématiques en 1909 à l'âge de 14 ans, après quoi il commence des études supérieures de zoologie à Harvard. En 1910, il est transféré à Cornell pour étudier la philosophie. Il obtient son diplôme en 1911 à l'âge de 17 ans.